# Jiji
Jiji é um grupo étnico situado em Ujiji na Tanzânia. Em 1987, a população foi estimada em 12 000 hab. Os jijis são em sua maioria islâmicos, mas também há presença de cristãos.

## Língua
Jiji era considerada a língua falante deste grupo, no entanto, posteriormente o Ethnologue afirmou que não havia nenhuma evidência sólida que determinasse a existência de uma língua distinta. Atualmente, pertence ao grupo Ha.